# Tatra T-101

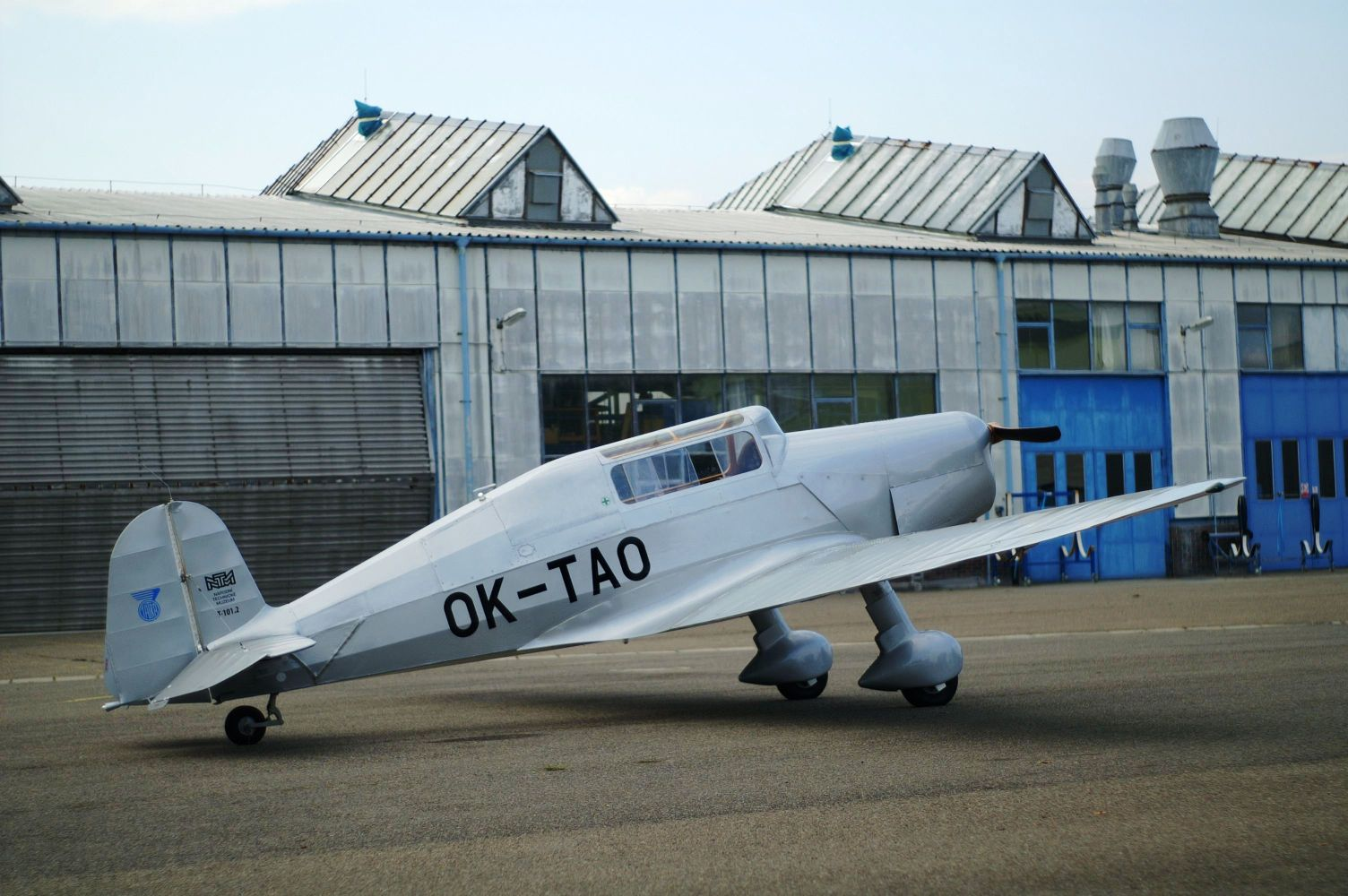
Tatra 101

De Tatra T-101 is een Tsjechoslowaaks laagdekker sportvliegtuig gebouwd door Tatra. De T-101 is ontworpen onder leiding van ingenieur Karel Tomáš. Het toestel vloog voor het eerst op 17 januari 1938. De romp van de T-101 is bijna een exacte kopie van de T-001, waaraan slechts een aantal kleine aanpassingen zijn gepleegd.
In 1938 vlogen de Tsjechische majoor Ambruz en Matena met een Tatra T-101 vliegtuig non-stop van Praag naar Khartoem. In totaal legden zij 4340 kilometer af met een gemiddelde snelheid van 160 km per uur.

## Specificaties
- Bemanning: 1, de piloot
- Capaciteit: 1 passagier
- Lengte: 6,62 m
- Spanwijdte: 13,00 m
- Hoogte: 2,15 m
- Vleugeloppervlak: 16,40 m2
- Leeggewicht: 500 kg
- Startgewicht: 780 kg
- Motor: 1× een door Tatra gebouwde Hirth HM 504
- Maximumsnelheid: 215 km/h
- Kruissnelheid: 190 km/h
- Vliegbereik: 1 200 km
- Dienstplafond: 5 500 m